# Варфоломеев, Дарья
Дарья Дмитриевна Варфоломеева (нем. Darja Varfolomeev; род. 4 ноября 2006, Барнаул, Россия) — немецкая художественная гимнастка российского происхождения. Олимпийская чемпионка в индивидуальном многоборье (2024), шестикратная чемпионка мира, двукратная чемпионка Европы.

## Биография
Дарья Дмитриевна Варфоломеева (по-немецки — Дарья Варфоломеев) родилась в Барнауле 4 ноября 2006 года в семье Дмитрия и Татьяны Варфоломеевых. Дед по линии матери — этнический немец. У Дарьи есть старший брат Александр. Мать Татьяна занималась художественной гимнастикой и с 16 до 18 лет проживала в ФРГ, вступив в гражданство Германии как этническая немка по линии отца; впоследствии Татьяна вернулась в Россию, получила звание КМС и родила дочь Дарью, которую начала обучать художественной гимнастике с трёх лет. Когда Дарье исполнилось двенадцать лет, её отправили в Германию без родителей и без знания немецкого языка в интернат для спортсменов в город Фелльбах, с целью дальнейшего обучения художественной гимнастике.
В настоящее время вся семья Варфоломеевых проживает в Германии.

## Спортивная карьера

### Ранние годы
Дарья начала заниматься гимнастикой в возрасте трёх лет. В 2018 году Дарья Варфоломеева переехала из России в Германию, чтобы тренироваться под руководством Юлии Раскиной .

### Юниорская карьера
На юниорском первенстве мира в 2019 году в Москве Варфоломеева не смогла квалифицироваться в финал с булавами, заняв 15-е место.

### Взрослая карьера
Дебютировала во взрослой категории в 2022 году на Кубке мира в Ташкенте, где завоевала бронзовую медаль в многоборье. Завоевала бронзовую медаль в финале с обручем, две серебряные медали в финалах с мячом и лентой и заняла 4-е место с булавами.
Позднее участвовала в Кубке мира вызова в Памплоне, где заняла 4-е место в многоборье. Выиграла две золотые медали в финалах с мячом и лентой и заняла 4-е место в финале с булавами. На Кубке вызова в Портимане она завоевала серебро в многоборье. В финалах гимнастка выиграла ещё три медали: две золотые с мячом и булавами и одну серебряную с обручем. В июне участвовала в чемпионате Европы в Тель-Авиве, где завоевала две бронзовые медали в финалах с мячом и булавами. В конце августа приняла участие в Кубке мира в Клуж-Напоке, заняв 6-е место в многоборье, 4-е с мячом и с булавами.
В 2022 году представляла Германию на чемпионате мира в Софии, где выиграла «золото» в финале с булавами, «серебро» в многоборье, в командном первенстве и в финале с мячом, а также бронзовую медаль в соревнованиях с обручем.
На чемпионате мира 2023 года завоевала четыре золотых награды во всех индивидуальных упражнениях, выиграла в личном многоборье, а также в составе немецкой сборной стала второй в командных соревнованиях.
На Олимпиаде в Париже Дарья стала лучшей во всех четырёх видах в индивидуальном многоборье и уверенно выиграла (142,850) с отрывом от ближайшей преследовательницы в 2,250 балла. Гимнастка принесла Германии 11-е золото Олимпийских игр-2024 и первое золото в художественной гимнастике в истории.
В декабре 2024 года была объявлена «спортсменкой года» в Германии.